# Црква Светог Ђорђа у Сопотници
Црква Светог Ђорђа је смјештена четири километра сјеверно од Горажда у насељу Доња Сопотница, општина Ново Горажде. У непосредној близини цркве пролази магистрални пут Горажде − Вишеград. Црква представља значајно историјско добро и налази се на листи националних споменика Босне и Херцеговине.

## Историјат
Црква посвећена Св. Ђорђу (у народу позната као "Црква Сопотница") потиче из средине 15. вијека, из 1446. године и представља задужбину Стефана Вукчића Косаче, ктитора више православних манастира и цркава на подручју Херцеговине. Сви дијелови грађевине нису из истог временског раздобља. На цркви се, осим ктиторског натписа, налази још један натпис (15−16. вијек) који потврђује да је црква у то вријеме била манастир што потврђује и први попис Босанског санџака из 1468. и 1469. године и први поименични попис санџака вилајета Херцеговина из 1477. године.
У току османског периода, од друге половине 16. вијека до 1869. године, на цркви нису вршене значајније поравке ни доградње. Кровни покривач цркве промијењен је 1922. године. Изградњом Хидроелектране Вишеград долази до пораста подземних вода на простору на којем се црква налази због чега су извршени санациони радови. Црква је оштећена у рату 1992−1995. године и запаљена у септембру 1992. године. Обновљена је у периоду 2000−2002. године.
У манастиру који је основан уз Цркву Св. Ђорђа у Сопотници је између 1519. и 1526. године радила штампарија Божидара Горажданина, једна од најстаријих српских штампарија. Под окриљем цркве штампане су у 16. вјеку три књиге. Прву, најстарију књигу Служабник (или Литургијар) припремили су за штампу и објавили браћа Ђурађ Љубавић и Теодор Љубавић 1519. године. Тридесетих година 16. вијека, у манастирским комплексима сопотничке цркве вршен је и преписивачки рад. Зна се да је 1550. године при храму Св. Ђорђа у Горажду преписано Четверојеванђеље.

## Опис добра
Источно од националног споменика смјештено је активно гробље са црквеним комплексом и двокрилном дрвеном капијом.
Према концепту просторне организације, црква Св. Ђорђа у Сопотници припада типу једнобродне цркве са припратом, наосом, олтарским простором и полукружном апсидом. Главна осовина објекта цркве усмјерена је у правцу исток — запад са улазом на западној страни и олтарском апсидом на источној. Најстарији, првобитни дио цркве из средине 15. вијека представља мала једнобродна крстообразна црква са полукружном олтарском апсидом и симетрично прислоњеним правоугаоним пјевницамана јужној и сјеверној страни, са преломљеним сводом и романичким слијепим аркадама које рашчлањују зидне површине у унутрашњости храма. Након изградње најстаријег дијела цркве на сјеверној страни олтарске припрате, у продужењу сјеверне пјевнице, дозидан је правоугаони параклис (капелица) са улазом из сјеверне пјевнице.
Цркву су због мале површине наоса проширили монаси у другој половини 16. вијека. У унутрашњости цркве испред олтарске апсиде постојала је камена преграда која је служила као иконостас. Црква је освијетљена са пет прозора. Под цркве био је прекривен доста углачаним плочама.
Цркву Светог Ђорђа су зидали приморски мајстори о чему свједочи доста висок преломљени свод наоса са оштрим попречним лучним појасевима у готском стилу чија је примјена у 15. вијеку била раширена у приморју и који је имао утицаја и на сусједне области.
Црквени звоник по једноставности изведбе одудара од осталог дијела цркве. Два масивна стуба и два пиластра, који носе осталу конструкцију звоника, засведени су крстастим сводом. У априлу 2005. на цркву је постављено звоно тешко 306 кгилограма.
Иконостас у цркви Св. Ђорђа у Сопотници, након њене обнове израђен је и постављен 2001. године. Израђен је од ораховог дрвета и украшен дуборезом. У цркви се налазе и три уграђене плоче, двије у олтару са натписима и једна на јужној фасади на којој је рељефно исклесан лик Меркура. Једна од наведених плоча у олтарској просторији припада жртвенику бога Термина што према наводима неких аутора указује да је у склопу наведене путне станице, на мјесту данашње цркве или у њеној непосредној близини, постојало мало римско светилиште. Црква је била фреско осликана још у Херцегово доба, али је у каснијим временима то сликарство нестало. Црква је подигнута на простору некадашњег средњовјековног гробља са стећцима, на којем је и након изградње цркве настављено укопавање.

## Степен заштите
Одлуком Комисије за очување националних споменика на сједници одржаној од 4. до 10. новембра 2008. године, Градитељска цјелина-Црква Св. Ђорђа у Сопотници је добила статус националног споменика Босне и Херцеговине.

## Галерија
- Црква св. Георгија, Сопотница, задужбина херцега Стефана Вукчића Косаче
- Црква св. Георгија, Сопотница, детаљ звоника
- Црква св. Георгија, Сопотница
- Црква св. Георгија, Сопотница, звоник
- Црква св. Георгија, Сопотница, улаз у црквено двориште
- Црква св. Георгија, Сопотница, улаз
- Црква св. Георгија, Сопотница, унутрашњост
- Црква св. Георгија, Сопотница, звоник
- Црква св. Георгија, Сопотница, примјери старих надгробних споменика
- Црква св. Георгија, Сопотница
- Црква св. Георгија, Сопотница, детаљ са зида храма
- Црква св. Георгија, Сопотница, стари православни споменик непосредно уз храм
- Црква св. Георгија, Сопотница, детаљ са зида храма
- Црква Светог Ђорђа у Сопотници (унутрашњост) 2021.
- Црква Светог Ђорђа у Сопотници (унутрашњост) 2021.
- Црква Светог Ђорђа у Сопотници (унутрашњост) 2021.
- Црква Светог Ђорђа у Сопотници (унутрашњост) 2021.
- Црква Светог Ђорђа у Сопотници (унутрашњост) 2021.
- Црква Светог Ђорђа у Сопотници (унутрашњост) 2021.
- Црква Светог Ђорђа у Сопотници (унутрашњост) 2021.
- Црква Светог Ђорђа у Сопотници (унутрашњост) 2021.
- Црква Светог Ђорђа у Сопотници (унутрашњост) 2021.
- Црква Светог Ђорђа у Сопотници (унутрашњост) 2021.
- Црква Светог Ђорђа у Сопотници (унутрашњост) 2021.
- Црква Светог Ђорђа у Сопотници (унутрашњост) 2021.
- Црква Светог Ђорђа у Сопотници (унутрашњост) 2021.
- Црква Светог Ђорђа у Сопотници (унутрашњост) 2021.
- Црква Светог Ђорђа у Сопотници (унутрашњост) 2021.
- Црква Светог Ђорђа у Сопотници (унутрашњост) 2021.
- Црква Светог Ђорђа у Сопотници (унутрашњост) 2021.
- Црква Светог Ђорђа у Сопотници (унутрашњост) 2021.
- Црква Светог Ђорђа у Сопотници (унутрашњост) 2021.
- Црква Светог Ђорђа у Сопотници (унутрашњост) 2021.
- Црква Светог Ђорђа у Сопотници (унутрашњост) 2021.
- Црква Светог Ђорђа у Сопотници (унутрашњост) 2021.
- Црква Светог Ђорђа у Сопотници (унутрашњост) 2021.
- Црква Светог Ђорђа у Сопотници (унутрашњост) 2021.
- Црква Светог Ђорђа у Сопотници (унутрашњост) 2021.
- Црква Светог Ђорђа у Сопотници (унутрашњост) 2021.
- Црква Светог Ђорђа у Сопотници (унутрашњост) 2021.
- Црква Светог Ђорђа у Сопотници (унутрашњост) 2021.
- Црква Светог Ђорђа у Сопотници (унутрашњост) 2021.
- Црква Светог Ђорђа у Сопотници (унутрашњост) 2021.
- Црква Светог Ђорђа у Сопотници (унутрашњост) 2021.
- Црква Светог Ђорђа у Сопотници (унутрашњост) 2021.
- Црква Светог Ђорђа у Сопотници (унутрашњост) 2021.
- Црква Светог Ђорђа у Сопотници (унутрашњост) 2021.
- Црква Светог Ђорђа у Сопотници (унутрашњост) 2021.
- Црква Светог Ђорђа у Сопотници (унутрашњост) 2021.
- Црква Светог Ђорђа у Сопотници (унутрашњост) 2021.
- Црква Светог Ђорђа у Сопотници (унутрашњост) 2021.
- Црква Светог Ђорђа у Сопотници (унутрашњост) 2021.
- Црква Светог Ђорђа у Сопотници (унутрашњост) 2021.
- Црква Светог Ђорђа у Сопотници (унутрашњост) 2021.
- Црква Светог Ђорђа у Сопотници (унутрашњост) 2021.
- Црква Светог Ђорђа у Сопотници (унутрашњост) 2021.
- Црква Светог Ђорђа у Сопотници (унутрашњост) 2021.
- Црква Светог Ђорђа у Сопотници (унутрашњост) 2021.
- Црква Светог Ђорђа у Сопотници (унутрашњост) 2021.
- Црква Светог Ђорђа у Сопотници (унутрашњост) 2021.
- Црква Светог Ђорђа у Сопотници (унутрашњост) 2021.
- Црква Светог Ђорђа у Сопотници (унутрашњост) 2021.
- Црква Светог Ђорђа у Сопотници (унутрашњост) 2021.
- Црква Светог Ђорђа у Сопотници 2021.
- Црква Светог Ђорђа у Сопотници 2021.
- Црква Светог Ђорђа у Сопотници 2021.
- Црква Светог Ђорђа у Сопотници 2021.
- Црква Светог Ђорђа у Сопотници 2021.
- Црква Светог Ђорђа у Сопотници 2021.
- Црква Светог Ђорђа у Сопотници 2021.
- Црква Светог Ђорђа у Сопотници 2021.
- Црква Светог Ђорђа у Сопотници 2021.
- Црква Светог Ђорђа у Сопотници 2021.
- Црква Светог Ђорђа у Сопотници 2021.
- Црква Светог Ђорђа у Сопотници 2021.
- Црква Светог Ђорђа у Сопотници 2021.
- Црква Светог Ђорђа у Сопотници 2021.
- Црква Светог Ђорђа у Сопотници 2021.
- Црква Светог Ђорђа у Сопотници 2021.
- Црква Светог Ђорђа у Сопотници 2021.
- Црква Светог Ђорђа у Сопотници 2021.
- Црква Светог Ђорђа у Сопотници 2021.
- Црква Светог Ђорђа у Сопотници 2021.
- Црква Светог Ђорђа у Сопотници 2021.
- Црква Светог Ђорђа у Сопотници 2021.
- Црква Светог Ђорђа у Сопотници 2021.
- Црква Светог Ђорђа у Сопотници 2021.
- Црква Светог Ђорђа у Сопотници 2021.
- Црква Светог Ђорђа у Сопотници 2021.
- Црква Светог Ђорђа у Сопотници 2021.
- Црква Светог Ђорђа у Сопотници 2021.
- Црква Светог Ђорђа у Сопотници 2021.
- Црква Светог Ђорђа у Сопотници 2021.
- Црква Светог Ђорђа у Сопотници 2021.
- Црква Светог Ђорђа у Сопотници 2021.
- Црква Светог Ђорђа у Сопотници 2021.
- Црква Светог Ђорђа у Сопотници 2021.
- Црква Светог Ђорђа у Сопотници 2021.
- Црква Светог Ђорђа у Сопотници 2021.
- Црква Светог Ђорђа у Сопотници 2021.
- Црква Светог Ђорђа у Сопотници 2021.
- Црква Светог Ђорђа у Сопотници 2021.
- Црква Светог Ђорђа у Сопотници 2021.
- Црква Светог Ђорђа у Сопотници 2021.
- Црква Светог Ђорђа у Сопотници 2021.
- Црква Светог Ђорђа у Сопотници 2021.
- Црква Светог Ђорђа у Сопотници 2021.
- Црква Светог Ђорђа у Сопотници 2021.
- Црква Светог Ђорђа у Сопотници 2021.
- Црква Светог Ђорђа у Сопотници 2021.
- Црква Светог Ђорђа у Сопотници 2021.